# Mar di Giava
Il mar di Giava (o mare di Giava) è la parte dell'oceano Pacifico compresa tra l'isola di Giava a sud; le isole di Sumatra, Belitung, e Bangka ad ovest; il Borneo a nord e Sulawesi (Celebes) a est. Fa parte del Mediterraneo Australasiatico.

## Descrizione
Attraverso lo stretto di Karimata il mar di Giava comunica a nord-est con il mar Cinese Meridionale.
Il mare ha una estensione di circa 310.000 km² e si è formato verso la fine dell'era glaciale.
La pesca è un'importantissima attività economica del mare di Giava nelle cui acque vivono oltre 3.000 specie marine.
Inoltre il mar di Giava è una popolare destinazione turistica e numerosi parchi nazionali sono stati istituiti nell'area limitrofa.
Nelle acque del mar di Giava fu combattuta una delle più cruente battaglie navali della seconda guerra mondiale. Il 27 febbraio 1942 le forze navali olandesi, inglesi, australiane e americane furono quasi completamente annientate nel tentativo di difendere Giava dall'invasione giapponese.